# Svetinja (album)
Svetinja je sedmi studijski album hrvatskog pjevača Miroslava Škore.
Izdan je 2005. godine.

## Popis pjesama
1. Uvod (0:24)
2. Vrime (4:15)
3. Plati piće (4:07)
4. Heroji ne plaču [Nova verzija] (3:39)
5. Moja vilo (3:53)
6. Sedam grijeha (3:40)
7. Golubica (4:18)
8. Nemoj me zaboravit (3:52)
9. Svetinja (5:23)
10. Rastanak (4:04)
11. Vrime (Instrumental) (4:18)
12. Hag (2:36)

Ukupno vrijeme: 44:36
Ovaj album je polučio uspješnice "Vrime", "Heroji ne plaču", "Moja vilo", "Golubica", "Nemoj me zaboravit" i "Svetinja"